# Movimiento Democrático Naranja
El Movimiento Democrático Naranja (en inglés: Orange Democratic Movement) o ODM por sus siglas, es un partido político de Kenia fundado por Raila Odinga en 2005 para oponerse al referéndum constitucional celebrado por el gobierno de Mwai Kibaki. Odinga y un grupo de antiguos aliados del gobierno, que había accedido al poder con la victoria de la Coalición Nacional del Arcoíris en 2002, se separaron como respuesta al referéndum. El símbolo de la opoción "No" (que ganó con el 58.35% de los votos) en dicha consulta era una naranja, por lo que el movimiento adoptó este símbolo y color.
Inicialmente, el ODM fue una coalición electoral integrada por el Partido Liberal Democrático (PLD), de Odinga, y la Unión Nacional Africana de Kenia (KANU) de Uhuru Kenyatta. Sin embargo, cuando se estableció como un partido político único, la KANU se separó. Desde su fundación, bajo el liderazgo de Odinga, y a pesar de haber sufrido varias divisiones, la ODM es uno de los mayores partidos políticos del país, y el principal movimiento opositor al gobierno de Uhuru Kenyatta.
Ha sido el partido líder de dos coaliciones. En las elecciones generales de 2013, la Coalición por las Reformas y la Democracia, y en 2017, la Súper Alianza Nacional.

## Resultados electorales

### Elecciones presidenciales
|  | 44.07 % |

|  | 43.70 % |

|  | 44.94 % |

|  | 0.96 % |

### Elecciones a la Asamblea Nacional
|  | 30.83 % |

|  | 21.39 % |

|  | 22.94 % |

### Elecciones al Senado
| Elección | Votos     | % de votos       | Escaños | Resultado       |
| -------- | --------- | ---------------- | ------- | --------------- |
| 2013     | 2.669.514 | \| \| 22.01 % \| | 17/67   | Segunda minoría |
| 2017     |           |                  | 20/67   | Segunda minoría |
|          | 22.01 %   |                  |         |                 |